# Episodi de L'uomo di casa (settima stagione)
La settima stagione della serie televisiva L'uomo di casa è trasmessa negli Stati Uniti su Fox dal 28 settembre 2018 al 10 maggio 2019.
In Italia la stagione viene trasmessa su Fox dal 18 novembre 2018 al 12 maggio 2019.
| n° | Titolo originale                  | Titolo italiano            | Prima TV USA      | Prima TV Italia  |
| -- | --------------------------------- | -------------------------- | ----------------- | ---------------- |
| 1  | Welcome Baxter                    | Bentornati Baxter          | 28 settembre 2018 | 18 novembre 2018 |
| 2  | Man vs. Myth                      | Uomo VS Leggenda           | 5 ottobre 2018    | 25 novembre 2018 |
| 3  | Giving Mike the Business          | Una lezione per Mike       | 12 ottobre 2018   | 2 dicembre 2018  |
| 4  | Bride of Pranksenstein            | La regina degli scherzi    | 19 ottobre 2018   | 9 dicembre 2018  |
| 5  | One Flew Into the Empty Nest      | Benvenuta nel nido         | 2 novembre 2018   | 16 dicembre 2018 |
| 6  | The Courtship of Vanessa's Mother | Il corteggiatore di Bonnie | 9 novembre 2018   | 23 dicembre 2018 |
| 7  | Dreams vs. Reality                | Sogni vs. realtà           | 16 novembre 2018  | 30 dicembre 2018 |
| 8  | HR's Rough n' Stuff               | L'ultima chance            | 7 dicembre 2018   | 31 marzo 2019    |
| 9  | The Gift of the Mike Guy          | Il regalo di Mike          | 14 dicembre 2018  | 31 marzo 2019    |
| 10 | Three for the Road                | Tre uomini in viaggio      | 4 gennaio 2019    | 6 gennaio 2019   |
| 11 | Common Ground                     | Punti in comune            | 11 gennaio 2019   | 7 aprile 2019    |
| 12 | Cabin Pressure                    | Una sfida impossibile      | 1º febbraio 2019  | 7 aprile 2019    |
| 13 | The Best Man                      | Il testimone               | 15 febbraio 2019  | 14 aprile 2019   |
| 14 | Sibling Quibbling                 | Fratelli e sorelle         | 15 febbraio 2019  | 14 aprile 2019   |
| 15 | Arrest Her Development            | La ricerca della casa      | 22 febbraio 2019  | 21 aprile 2019   |
| 16 | Urban Exploring                   | Urban Explorer             | 1 marzo 2019      | 21 aprile 2019   |
| 17 | Cards on the Table                | Carte in tavola            | 8 marzo 2019      | 28 aprile 2019   |
| 18 | Otherwise Engaged                 | Diversamente fidanzati     | 15 marzo 2019     | 28 aprile 2019   |
| 19 | The Passion of Paul               | La passione di Paul        | 22 marzo 2019     | 5 maggio 2019    |
| 20 | Yass Queen                        | Sì, Regina                 | 19 aprile 2019    | 5 maggio 2019    |
| 21 | The Favourite                     | La prediletta              | 3 maggio 2019     | 12 maggio 2019   |
| 22 | A Moving Finale                   | Un finale commovente       | 10 maggio 2019    | 12 maggio 2019   |